# NFL International Series

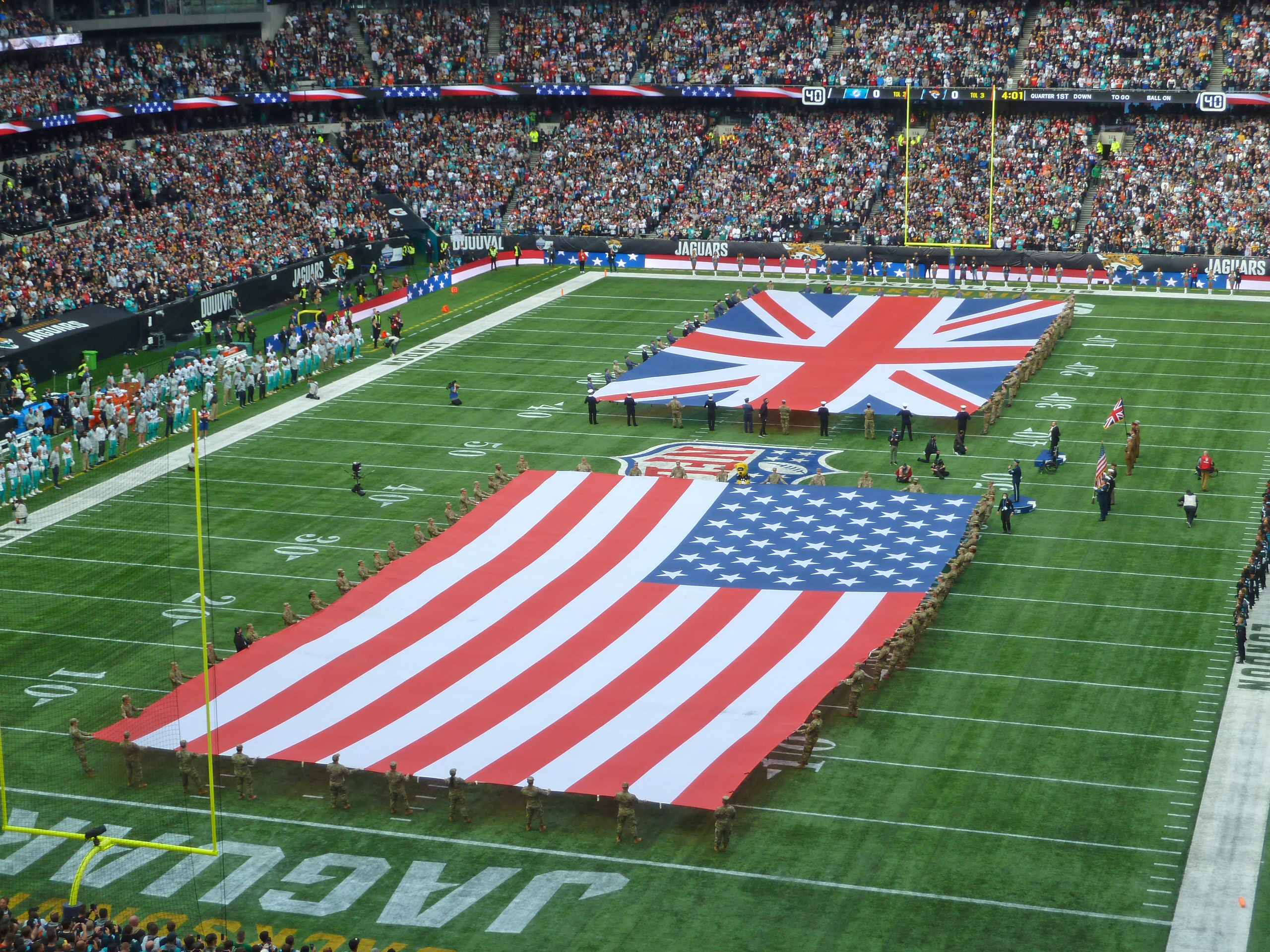
Il Tottenham Hotspur Stadium per la gara dei Miami Dolphins contro i Jacksonville Jaguars del 2021

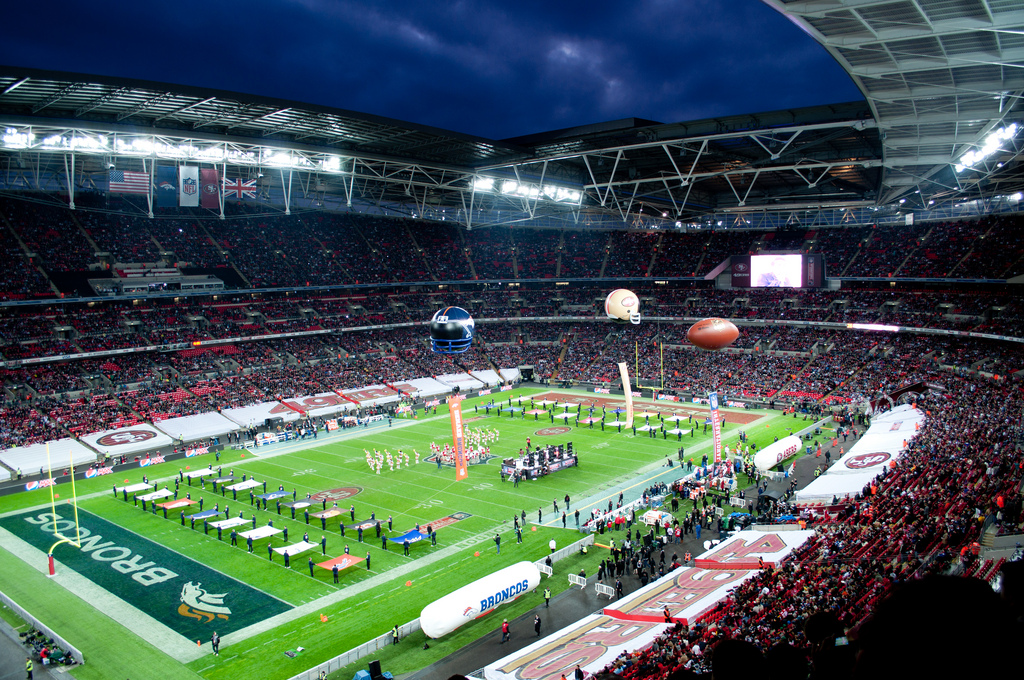
Denver Broncos e San Francisco 49ers a Wembley nel 2010

Le NFL International Series sono una serie di partite del campionato di football americano della National Football League, che vengono disputate annualmente non in stadi delle franchigie NFL negli Stati Uniti bensì all'estero.

## Storia
Ad ottobre 2006 la NFL decise di lanciare l'iniziativa delle International Series, per promuovere il football fuori dai confini nazionali, programmando a partire dall'anno successivo di giocare fino a due gare della stagione regolare in stadi esteri. Il debutto ci fu il 27 ottobre 2007 con l'NFL London Game che vide impegnati i Miami Dolphins contro i New York Giants al Wembley Stadium a Londra davanti a 80 000 spettatori.

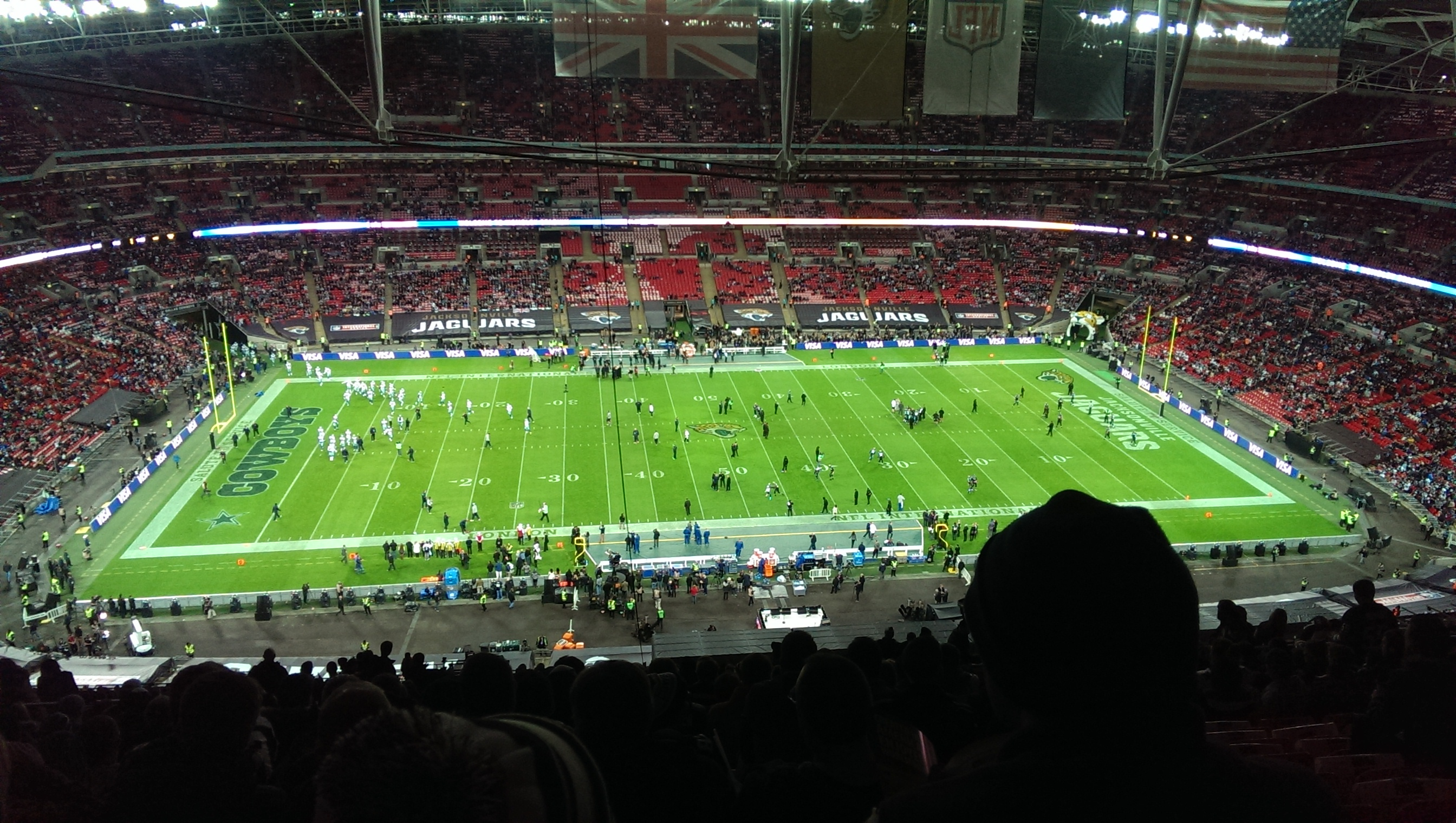
NFL London Game a Wembley nel 2014

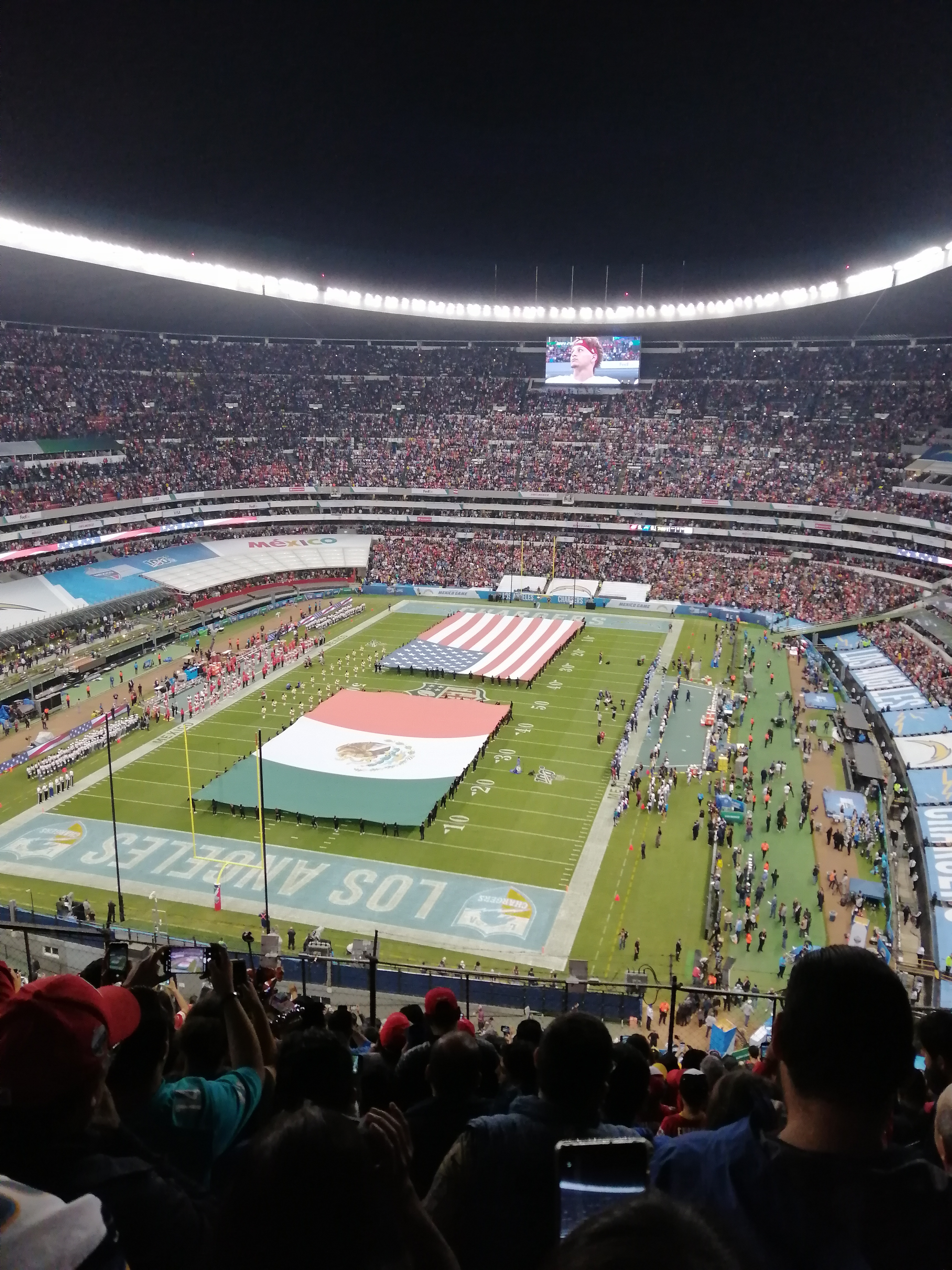
NFL Mexico Game allo stadio Azteca nel 2019

Fino al 2015 l'unico stadio estero ad ospitare le International Series fu quello di Wembley a cui poi si aggiunse nel 2016 lo stadio londinese di rugby di Twickenham e lo stadio Azteca di Città del Messico con l'NFL Mexico Game. Poi dal 2018 fu inserito il Tottenham Hotspur Stadium, sempre a Londra, e dal 2022 l'Allianz Arena a Monaco di Baviera in Germania per l'NFL Munich Game.
Il 4 maggio 2020 la NFL ha annunciato che per la stagione 2020, a causa della pandemia di COVID-19, le partite inizialmente previste da giocare all'estero si sarebbero invece disputate nello stadio di casa della squadra ospitante.

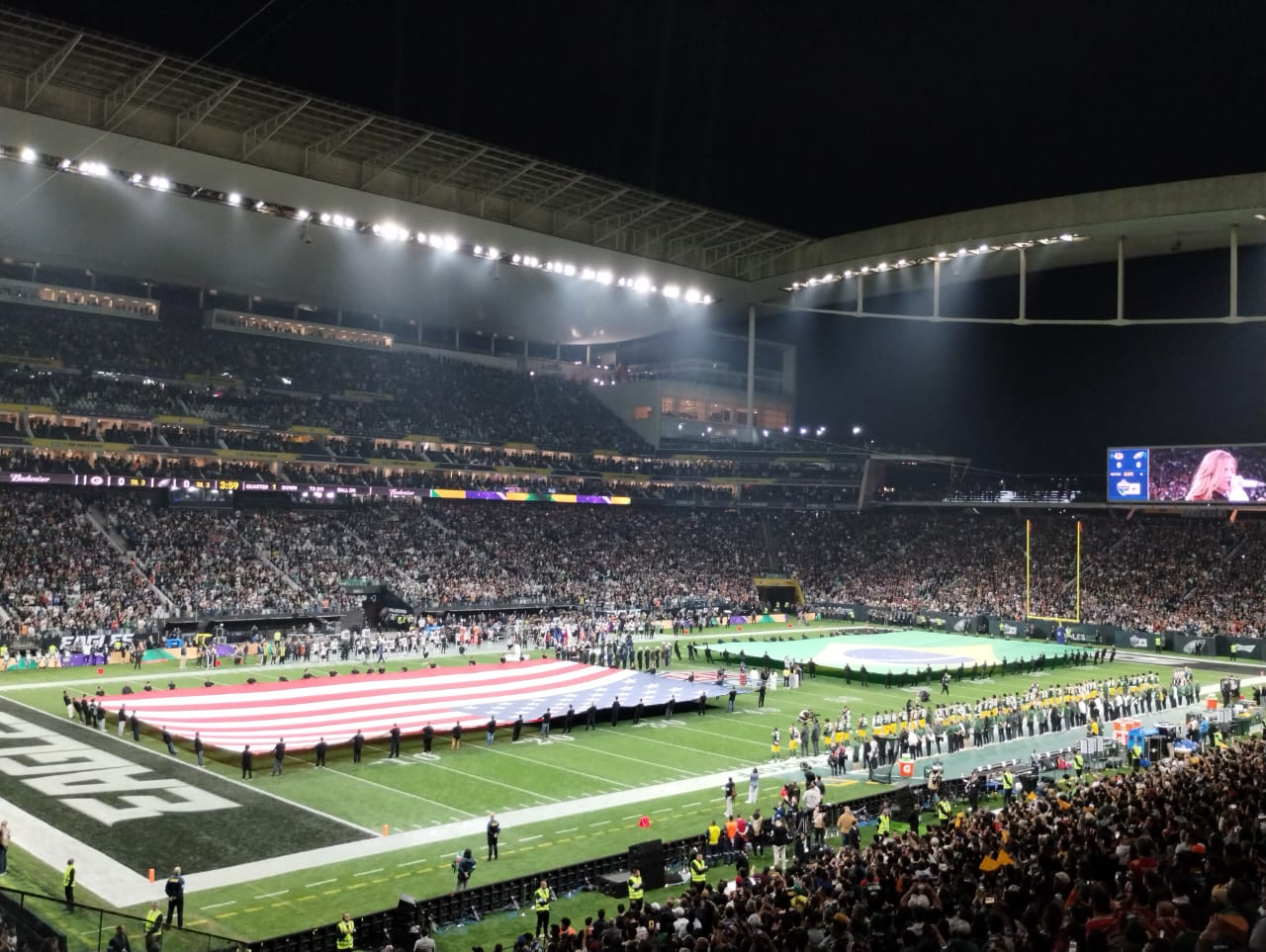
L'Arena Corinthians di San Paolo in Brasile per la partita tra Packers e Eagles nel 2024

Per la stagione 2021 furono giocate solo due partite a Londra, mentre l'anno seguente si giocarono cinque gare tra Londra, Monaco di Baviera e Città del Messico.. Nella stagione 2023 fu aggiunto il Deutsche Bank Park di Francoforte, in cui furono previste due delle cinque partite programmate. Dal 2024 fu aggiunta l'Arena Corinthians di San Paolo in Brasile per ospitare una delle cinque gare della stagione regolare da disputare all'estero, mentre dal 2025 saranno inseriti anche il Santiago Bernabéu di Madrid in Spagna, l'Olympiastadion di Berlino in Germania e il Croke Park di Dublino in Irlanda.

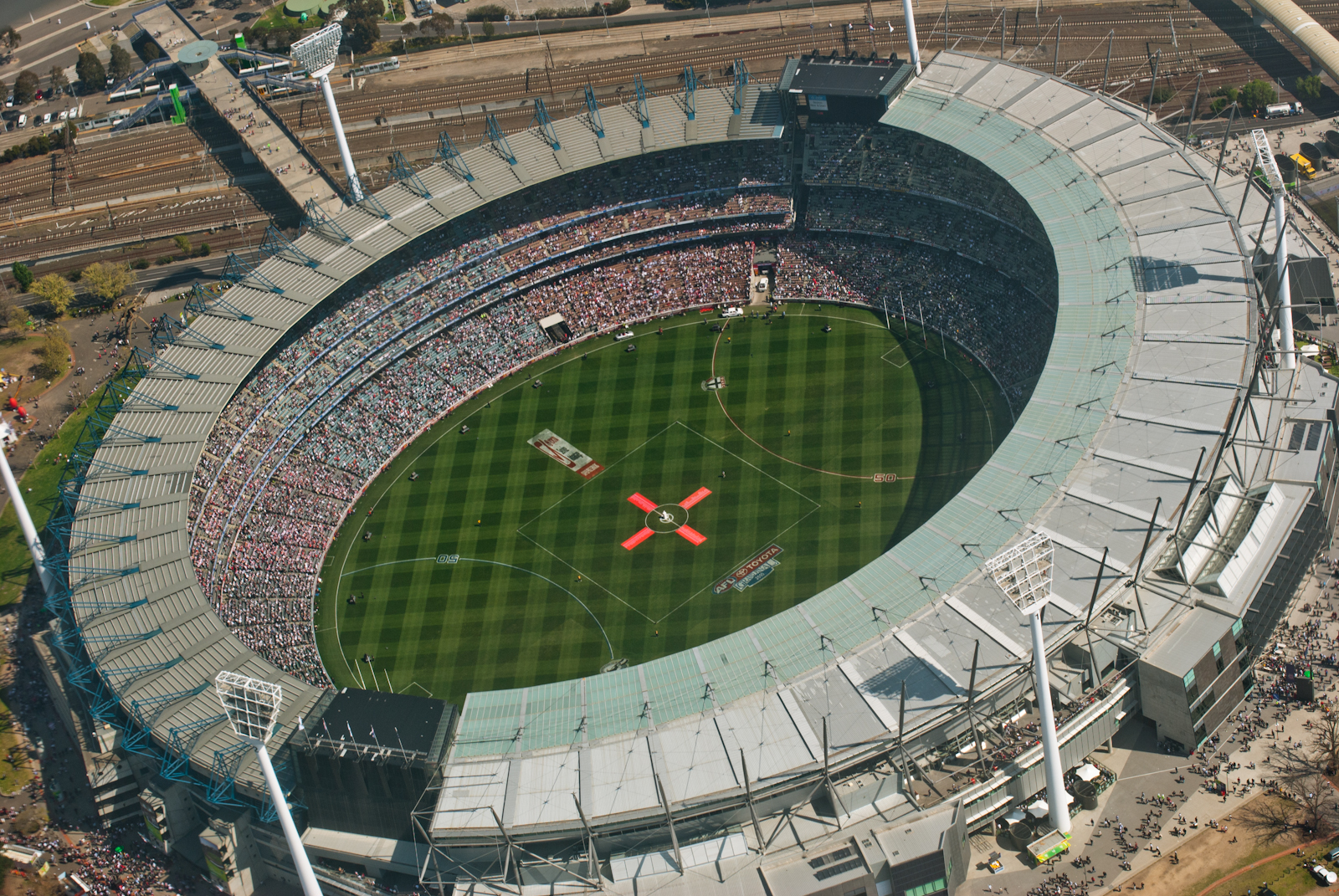
Vista del Melbourne Cricket Ground, il più grande stadio del l'emisfero australe, che ospiterà una partita dal 2026

Il 5 febbraio 2025 la NFL annunció un accordo pluriennale per far svolgere una gara anche a Melbourne in Australia iniziando dalla stagione 2026 con i Los Angeles Rams squadra di casa nel
Melbourne Cricket Ground.

### International Home Marketing Areas
Il 15 dicembre 2021 la NFL annunciò l'avvio, dal gennaio 2022, dell'iniziativa denominata International Home Marketing Areas (HMA) attraverso la quale 18 squadre furono selezionare per promuovere liberamente il proprio brand in otto paesi all'estero: Canada, Messico, Brasile, Regno Unito, Germania, Cina, Spagna e Australia.
Nel maggio 2022 furono aggiunti ulteriori due paesi all'elenco delle aree di marketing internazionale (Nuova Zelanda e Ghana), nel 2023 altri quattro (Austria, Svizzera, Francia e Irlanda), nel 2024 cinque paesi (Argentina, Colombia, Giappone, Nigeria e Corea del Sud), e nel 2025 altri due paesi (Grecia e Emirati Arabi Uniti), portando ad un totale di 21 paesi per 29 squadre.
Le squadre sono state selezionate in base alle proposte presentate alla NFL e alla loro performance nelle attività di marketing a livello nazionale. I team scelti partecipano a un'iniziativa quinquennale che consente loro di adottare strategie di marketing come eventi dal vivo, sponsorizzazioni e vendita di merchandising, oltre a ricevere una priorità elevata per competere nei paesi assegnati.
Nella tabella che segue le 21 aree di marketing e le relative 29 squadre a cui sono assegnate al 2025. Non partecipano a questa iniziativa i Cincinnati Bengals, i Tennessee Titans e i Buffalo Bills.
| Area                | Squadra                                     |
| ------------------- | ------------------------------------------- |
| Argentina           | Miami Dolphins                              |
| Australia           | Las Vegas Raiders                           |
| Australia           | Los Angeles Rams                            |
| Australia           | Philadelphia Eagles                         |
| Australia           | Seattle Seahawks                            |
| Austria             | Detroit Lions                               |
| Austria             | Indianapolis Colts                          |
| Austria             | Kansas City Chiefs                          |
| Austria             | New England Patriots                        |
| Austria             | Seattle Seahawks                            |
| Austria             | Tampa Bay Buccaneers                        |
| Brasile             | Detroit Lions                               |
| Brasile             | Miami Dolphins                              |
| Brasile             | New England Patriots                        |
| Brasile             | Philadelphia Eagles                         |
| Canada              | Arizona Cardinals                           |
| Canada              | Detroit Lions                               |
| Canada              | Minnesota Vikings                           |
| Canada              | Seattle Seahawks                            |
| Cina                | Los Angeles Rams                            |
| Colombia            | Miami Dolphins                              |
| Emirati Arabi Uniti | Los Angeles Rams                            |
| Emirati Arabi Uniti | San Francisco 49ers                         |
| Emirati Arabi Uniti | Washington Commanders                       |
| Francia             | New Orleans Saints                          |
| Germania            | Atlanta Falcons                             |
| Germania            | Carolina Panthers                           |
| Germania            | Detroit Lions                               |
| Germania            | Green Bay Packers                           |
| Germania            | Indianapolis Colts                          |
| Germania            | Kansas City Chiefs                          |
| Germania            | New England Patriots                        |
| Germania            | New York Giants                             |
| Germania            | Pittsburgh Steelers                         |
| Germania            | Seattle Seahawks                            |
| Germania            | Tampa Bay Buccaneers                        |
| Ghana               | Philadelphia Eagles                         |
| Grecia              | Los Angeles Chargers                        |
| Irlanda             | Green Bay Packers                           |
| Irlanda             | Jacksonville Jaguars                        |
| Irlanda             | Kansas City Chiefs                          |
| Irlanda             | New York Jets                               |
| Irlanda             | Pittsburgh Steelers                         |
| Giappone            | Los Angeles Rams                            |
| Messico             | Arizona Cardinals                           |
| Messico             | Dallas Cowboys                              |
| Messico             | Denver Broncos                              |
| Messico             | Houston Texans                              |
| Messico             | Kansas City Chiefs                          |
| Messico             | Las Vegas Raiders                           |
| Messico             | Los Angeles Rams                            |
| Messico             | Miami Dolphins                              |
| Messico             | Pittsburgh Steelers                         |
| Messico             | San Francisco 49ers                         |
| Nuova Zelanda       | Las Vegas Raiders                           |
| Nuova Zelanda       | Los Angeles Rams                            |
| Nuova Zelanda       | Philadelphia Eagles                         |
| Nuova Zelanda       | Seattle Seahawks                            |
| Nigeria             | Cleveland Browns                            |
| Corea del Sud       | Los Angeles Rams                            |
| Spagna              | Chicago Bears                               |
| Spagna              | Kansas City Chiefs                          |
| Spagna              | Miami Dolphins                              |
| Svizzera            | Detroit Lions                               |
| Svizzera            | Indianapolis Colts                          |
| Svizzera            | Kansas City Chiefs                          |
| Svizzera            | New England Patriots                        |
| Svizzera            | Seattle Seahawks                            |
| Svizzera            | Tampa Bay Buccaneers                        |
| Regno Unito         | Chicago Bears                               |
| Regno Unito         | Baltimore Ravens                            |
| Regno Unito         | Green Bay Packers                           |
| Regno Unito         | Jacksonville Jaguars                        |
| Regno Unito         | Kansas City Chiefs                          |
| Regno Unito         | Miami Dolphins                              |
| Regno Unito         | Minnesota Vikings                           |
| Regno Unito         | New York Jets                               |
| Regno Unito         | Pittsburgh Steelers (solo Irlanda del Nord) |
| Regno Unito         | San Francisco 49ers                         |

1. ↑  La NFL garantisce ad ogni squadra un'area di marketing con un raggio di 75 miglia (121 km) dalla propria sede, per questo le squadre con sede vicino al confine canadese, come ad esempio i Buffalo Bills, già hanno diritto di marketing in una parte del territorio del Canada e per questo non sono state inserite in questa iniziativa.[26][27]

## Partite disputate
Nella lista seguente le partite delle NFL International Series alla stagione  2024. 
La partita col record di pubblico è stata quella del 20 ottobre 2024 al Wembley Stadium di Londra tra i New England Patriots e i Jacksonville Jaguars che ha fatto registrare la presenza di 86 651 spettatori. Al 2024 sono complessivamente 48 le partite disputate all'estero con una media spettatori di 75 140.

### 2007
| Data            | Trasferta       | P. | Casa           | P. | Città  | Stadio          | Pubblico | Spettacolo pre-gara |
| --------------- | --------------- | -- | -------------- | -- | ------ | --------------- | -------- | ------------------- |
| 28 ottobre 2007 | New York Giants | 13 | Miami Dolphins | 10 | Londra | Wembley Stadium | 81 176   | The Feeling         |

### 2008
| Data            | Trasferta          | P. | Casa               | P. | Città  | Stadio          | Pubblico | Spettacolo pre-gara |
| --------------- | ------------------ | -- | ------------------ | -- | ------ | --------------- | -------- | ------------------- |
| 26 ottobre 2008 | San Diego Chargers | 32 | New Orleans Saints | 37 | Londra | Wembley Stadium | 83 226   | Stereophonics       |

### 2009
| Data            | Trasferta            | P. | Casa                 | P. | Città  | Stadio          | Pubblico | Spettacolo pre-gara |
| --------------- | -------------------- | -- | -------------------- | -- | ------ | --------------- | -------- | ------------------- |
| 25 ottobre 2009 | New England Patriots | 35 | Tampa Bay Buccaneers | 7  | Londra | Wembley Stadium | 84 254   | Calvin Harris       |

### 2010
| Data            | Trasferta      | P. | Casa                | P. | Città  | Stadio          | Pubblico | Spettacolo pre-gara |
| --------------- | -------------- | -- | ------------------- | -- | ------ | --------------- | -------- | ------------------- |
| 31 ottobre 2010 | Denver Broncos | 16 | San Francisco 49ers | 24 | Londra | Wembley Stadium | 83 941   | My Chemical Romance |

### 2011
| Data            | Trasferta     | P. | Casa                 | P. | Città  | Stadio          | Pubblico | Spettacolo pre-gara |
| --------------- | ------------- | -- | -------------------- | -- | ------ | --------------- | -------- | ------------------- |
| 23 ottobre 2011 | Chicago Bears | 24 | Tampa Bay Buccaneers | 18 | Londra | Wembley Stadium | 76 981   | Goo Goo Dolls       |

### 2012
| Data            | Trasferta            | P. | Casa           | P. | Città  | Stadio          | Pubblico | Spettacolo pre-gara |
| --------------- | -------------------- | -- | -------------- | -- | ------ | --------------- | -------- | ------------------- |
| 28 ottobre 2012 | New England Patriots | 45 | St. Louis Rams | 7  | Londra | Wembley Stadium | 84 004   | Train               |

### 2013
| Data              | Trasferta           | P. | Casa                 | P. | Città  | Stadio          | Pubblico | Spettacolo pre-gara |
| ----------------- | ------------------- | -- | -------------------- | -- | ------ | --------------- | -------- | ------------------- |
| 29 settembre 2013 | Pittsburgh Steelers | 27 | Minnesota Vikings    | 34 | Londra | Wembley Stadium | 83 518   | Tinie Tempah        |
| 27 ottobre 2013   | San Francisco 49ers | 42 | Jacksonville Jaguars | 10 | Londra | Wembley Stadium | 83 559   | Ne-Yo               |

### 2014
| Data              | Trasferta      | P. | Casa                 | P. | Città  | Stadio          | Pubblico | Spettacolo pre-gara |
| ----------------- | -------------- | -- | -------------------- | -- | ------ | --------------- | -------- | ------------------- |
| 28 settembre 2014 | Miami Dolphins | 38 | Oakland Raiders      | 14 | Londra | Wembley Stadium | 83 436   | Def Leppard         |
| 26 ottobre 2014   | Detroit Lions  | 22 | Atlanta Falcons      | 21 | Londra | Wembley Stadium | 83 532   | Little Mix          |
| 9 novembre 2014   | Dallas Cowboys | 31 | Jacksonville Jaguars | 17 | Londra | Wembley Stadium | 83 603   | Joss Stone          |

### 2015
| Data             | Trasferta     | P. | Casa                 | P. | Città  | Stadio          | Pubblico | Spettacolo pre-gara                     |
| ---------------- | ------------- | -- | -------------------- | -- | ------ | --------------- | -------- | --------------------------------------- |
| 4 ottobre 2015   | New York Jets | 27 | Miami Dolphins       | 14 | Londra | Wembley Stadium | 83 986   | Nessuno                                 |
| 25 ottobre 2015  | Buffalo Bills | 31 | Jacksonville Jaguars | 34 | Londra | Wembley Stadium | 84 021   | The Ohio State University Marching Band |
| 1º novembre 2015 | Detroit Lions | 10 | Kansas City Chiefs   | 45 | Londra | Wembley Stadium | 83 624   | Madness                                 |

### 2016
| Data             | Trasferta           | P. | Casa                 | P. | Città             | Stadio             | Pubblico | Spettacolo pre-gara                     |
| ---------------- | ------------------- | -- | -------------------- | -- | ----------------- | ------------------ | -------- | --------------------------------------- |
| 2 ottobre 2016   | Indianapolis Colts  | 27 | Jacksonville Jaguars | 30 | Londra            | Wembley Stadium    | 83 798   | Robin Thicke                            |
| 23 ottobre 2016  | New York Giants     | 17 | Los Angeles Rams     | 10 | Londra            | Twickenham Stadium | 74 121   | Craig David                             |
| 30 ottobre 2016  | Washington Redskins | 27 | Cincinnati Bengals   | 27 | Londra            | Wembley Stadium    | 84 448   | Wessex Male Choir & US Army Europe band |
| 21 novembre 2016 | Houston Texans      | 20 | Oakland Raiders      | 27 | Città del Messico | Stadio Azteca      | 76 473   | Nessuno                                 |

### 2017
| Data              | Trasferta            | P. | Casa                 | P. | Città             | Stadio             | Pubblico |
| ----------------- | -------------------- | -- | -------------------- | -- | ----------------- | ------------------ | -------- |
| 24 settembre 2017 | Baltimore Ravens     | 7  | Jacksonville Jaguars | 44 | Londra            | Wembley Stadium    | 84 592   |
| 1º ottobre 2017   | New Orleans Saints   | 20 | Miami Dolphins       | 0  | Londra            | Wembley Stadium    | 84 423   |
| 22 ottobre 2017   | Arizona Cardinals    | 0  | Los Angeles Rams     | 33 | Londra            | Twickenham Stadium | 73 736   |
| 29 ottobre 2017   | Minnesota Vikings    | 33 | Cleveland Browns     | 16 | Londra            | Twickenham Stadium | 74 237   |
| 19 novembre 2017  | New England Patriots | 33 | Oakland Raiders      | 8  | Città del Messico | Stadio Azteca      | 77 357   |

### 2018
| Data             | Trasferta           | P. | Casa                 | P. | Città             | Stadio          | Pubblico                       | Spettacolo pre-gara            |
| ---------------- | ------------------- | -- | -------------------- | -- | ----------------- | --------------- | ------------------------------ | ------------------------------ |
| 14 ottobre 2018  | Seattle Seahawks    | 27 | Oakland Raiders      | 3  | Londra            | Wembley Stadium | 84 922                         | Jess Glynne                    |
| 21 ottobre 2018  | Tennessee Titans    | 19 | Los Angeles Chargers | 20 | Londra            | Wembley Stadium | 84 301                         | Nessuno                        |
| 28 ottobre 2018  | Philadelphia Eagles | 24 | Jacksonville Jaguars | 18 | Londra            | Wembley Stadium | 85 870                         | Nessuno                        |
| 19 novembre 2018 | Kansas City Chiefs  |    | Los Angeles Rams     |    | Città del Messico | Stadio Azteca   | Partita spostata a Los Angeles | Partita spostata a Los Angeles |

### 2019
| Data             | Trasferta          | P. | Casa                 | P. | Città             | Stadio                    | Pubblico | Spettacolo pre-gara |
| ---------------- | ------------------ | -- | -------------------- | -- | ----------------- | ------------------------- | -------- | ------------------- |
| 6 ottobre 2019   | Chicago Bears      | 21 | Oakland Raiders      | 24 | Londra            | Tottenham Hotspur Stadium | 60 463   | AJ Tracey           |
| 13 ottobre 2019  | Carolina Panthers  | 37 | Tampa Bay Buccaneers | 26 | Londra            | Tottenham Hotspur Stadium | 60 087   | Nessuno             |
| 27 ottobre 2019  | Cincinnati Bengals | 10 | Los Angeles Rams     | 24 | Londra            | Wembley Stadium           | 83 720   | Nessuno             |
| 3 novembre 2019  | Houston Texans     | 26 | Jacksonville Jaguars | 3  | Londra            | Wembley Stadium           | 84 771   | Nessuno             |
| 18 novembre 2019 | Kansas City Chiefs | 24 | Los Angeles Chargers | 17 | Città del Messico | Stadio Azteca             | 76 000   | Nessuno             |

### 2020
Non furono disputate partite all'estero a causa delle limitazioni dovute alla pandemia da COVID-19

### 2021
| Data            | Trasferta      | P. | Casa                 | P. | Città  | Stadio                    | Pubblico |
| --------------- | -------------- | -- | -------------------- | -- | ------ | ------------------------- | -------- |
| 10 ottobre 2021 | New York Jets  | 20 | Atlanta Falcons      | 27 | Londra | Tottenham Hotspur Stadium | 60 589   |
| 17 ottobre 2021 | Miami Dolphins | 20 | Jacksonville Jaguars | 23 | Londra | Tottenham Hotspur Stadium | 60 784   |

### 2022
| Data             | Trasferta           | P. | Casa                 | P. | Città             | Stadio                    | Pubblico |
| ---------------- | ------------------- | -- | -------------------- | -- | ----------------- | ------------------------- | -------- |
| 2 ottobre 2022   | Minnesota Vikings   | 28 | New Orleans Saints   | 25 | Londra            | Tottenham Hotspur Stadium | 60 639   |
| 9 ottobre 2022   | New York Giants     | 27 | Green Bay Packers    | 22 | Londra            | Tottenham Hotspur Stadium | 61 024   |
| 30 ottobre 2022  | Denver Broncos      | 21 | Jacksonville Jaguars | 17 | Londra            | Wembley Stadium           | 86 215   |
| 13 novembre 2022 | Seattle Seahawks    | 16 | Tampa Bay Buccaneers | 21 | Monaco di Baviera | Allianz Arena             | 69 811   |
| 21 novembre 2022 | San Francisco 49ers | 38 | Arizona Cardinals    | 10 | Città del Messico | Stadio Azteca             | 78 427   |

### 2023
| Data             | Trasferta            | P. | Casa                 | P. | Città       | Stadio                    | Pubblico |
| ---------------- | -------------------- | -- | -------------------- | -- | ----------- | ------------------------- | -------- |
| 1º ottobre 2023  | Atlanta Falcons      | 7  | Jacksonville Jaguars | 23 | Londra      | Wembley Stadium           | 85 716   |
| 8 ottobre 2023   | Jacksonville Jaguars | 25 | Buffalo Bills        | 20 | Londra      | Tottenham Hotspur Stadium | 61 273   |
| 15 ottobre 2023  | Baltimore Ravens     | 24 | Tennessee Titans     | 16 | Londra      | Tottenham Hotspur Stadium | 61 011   |
| 5 novembre 2023  | Miami Dolphins       | 14 | Kansas City Chiefs   | 21 | Francoforte | Deutsche Bank Park        | 50 023   |
| 12 novembre 2023 | Indianapolis Colts   | 10 | New England Patriots | 6  | Francoforte | Deutsche Bank Park        | 50 144   |

### 2024
| Data             | Trasferta            | P. | Casa                 | P. | Città             | Stadio                    | Pubblico |
| ---------------- | -------------------- | -- | -------------------- | -- | ----------------- | ------------------------- | -------- |
| 6 settembre 2024 | Green Bay Packers    | 29 | Philadelphia Eagles  | 34 | San Paolo         | Arena Corinthians         | 47 236   |
| 6 ottobre 2024   | New York Jets        | 17 | Minnesota Vikings    | 23 | Londra            | Tottenham Hotspur Stadium | 61 129   |
| 13 ottobre 2024  | Jacksonville Jaguars | 16 | Chicago Bears        | 35 | Londra            | Tottenham Hotspur Stadium | 61 182   |
| 20 ottobre 2024  | New England Patriots | 16 | Jacksonville Jaguars | 32 | Londra            | Wembley Stadium           | 86 651   |
| 10 novembre 2024 | New York Giants      | 17 | Carolina Panthers    | 20 | Monaco di Baviera | Allianz Arena             | 70 132   |

### 2025
| Data              | Trasferta             | P. | Casa                 | P. | Città     | Stadio                    | Pubblico |
| ----------------- | --------------------- | -- | -------------------- | -- | --------- | ------------------------- | -------- |
| 5 settembre 2025  | Kansas City Chiefs    | -  | Los Angeles Chargers | -  | San Paolo | Arena Corinthians         | -        |
| 28 settembre 2025 | Minnesota Vikings     | -  | Pittsburgh Steleers  | -  | Dublino   | Croke Park                | -        |
| 5 ottobre 2025    | Minnesota Vikings     | -  | Cleveland Browns     | -  | Londra    | Tottenham Hotspur Stadium | -        |
| 12 ottobre 2025   | Denver Broncos        | -  | New York Jets        | -  | Londra    | Tottenham Hotspur Stadium | -        |
| 19 ottobre 2025   | Los Angeles Rams      | -  | Jacksonville Jaguars | -  | Londra    | Wembley Stadium           | -        |
| 9 novembre 2025   | Atlanta Falcons       | -  | Indianapolis Colts   | -  | Berlino   | Olympiastadion            | -        |
| 16 novembre 2025  | Washington Commanders | -  | Miami Dolphins       | -  | Madrid    | Stadio Santiago Bernabéu  | -        |

## Partecipazioni alle International Series
Al 2024 la franchigia con più presenze nelle NFL International Series è quella dei Jacksonville Jaguars con tredici partite disputate all'estero, seguiti dai Miami Dolphins con sei presenze e dai Las Vegas Raiders e i New England Patriots con cinque. I Green Bay Packers sono stati invece gli ultimi ad esordire, avendo disputato la loro prima partita all'estero nel 2022. 
Nel 2023 i Jacksonville Jaguars sono stati inoltre i primi a giocare due gare della stagione regolare all'estero, cosa replicata anche nel 2024. 
| Squadra               | Partite | Record (V-S-P) | Prima partecipazione | Partecipazione più recente |
| --------------------- | ------- | -------------- | -------------------- | -------------------------- |
| Minnesota Vikings     | 4       | 4–0–0          | 2013                 | 2024                       |
| New England Patriots  | 5       | 3–2–0          | 2009                 | 2024                       |
| New Orleans Saints    | 3       | 2–1–0          | 2008                 | 2022                       |
| Kansas City Chiefs    | 3       | 3–0–0          | 2015                 | 2023                       |
| New York Giants       | 4       | 3–1–0          | 2007                 | 2024                       |
| San Francisco 49ers   | 3       | 3–0–0          | 2010                 | 2022                       |
| Carolina Panthers     | 2       | 2–0–0          | 2019                 | 2024                       |
| Philadelphia Eagles   | 2       | 2–0–0          | 2018                 | 2024                       |
| Seattle Seahawks      | 2       | 1-1–0          | 2018                 | 2022                       |
| Dallas Cowboys        | 1       | 1–0–0          | 2014                 | 2014                       |
| Jacksonville Jaguars  | 13      | 7–6–0          | 2013                 | 2024                       |
| Los Angeles Rams      | 4       | 2–2–0          | 2012                 | 2019                       |
| Atlanta Falcons       | 3       | 1–2–0          | 2014                 | 2023                       |
| New York Jets         | 3       | 1–2–0          | 2015                 | 2024                       |
| Chicago Bears         | 3       | 2–1–0          | 2011                 | 2024                       |
| Houston Texans        | 2       | 1–1–0          | 2016                 | 2019                       |
| Detroit Lions         | 2       | 1–1–0          | 2014                 | 2015                       |
| Washington Commanders | 1       | 0–0–1          | 2016                 | 2016                       |
| Las Vegas Raiders     | 5       | 2–3–0          | 2014                 | 2019                       |
| Los Angeles Chargers  | 3       | 1–2–0          | 2008                 | 2019                       |
| Cincinnati Bengals    | 2       | 0–1–1          | 2016                 | 2019                       |
| Miami Dolphins        | 6       | 1–5–0          | 2007                 | 2023                       |
| Tampa Bay Buccaneers  | 4       | 1–3–0          | 2019                 | 2022                       |
| Tennessee Titans      | 2       | 0–2–0          | 2018                 | 2023                       |
| Arizona Cardinals     | 2       | 0–2–0          | 2017                 | 2022                       |
| Baltimore Ravens      | 2       | 1–1–0          | 2017                 | 2023                       |
| Cleveland Browns      | 1       | 0–1–0          | 2017                 | 2017                       |
| Indianapolis Colts    | 2       | 1–1–0          | 2016                 | 2023                       |
| Buffalo Bills         | 2       | 0–2–0          | 2015                 | 2023                       |
| Pittsburgh Steelers   | 1       | 0–1–0          | 2013                 | 2013                       |
| Denver Broncos        | 2       | 1–1–0          | 2010                 | 2022                       |
| Green Bay Packers     | 2       | 0–2–0          | 2022                 | 2024                       |

## Stadi utilizzati
Nella lista seguente gli stadi utilizzati per le partite delle International Series al 2025:
| Stadio                    | Città                    | Capienza                 | Denominazione Partita    | Numero incontri | Anni utilizzo |
| ------------------------- | ------------------------ | ------------------------ | ------------------------ | --------------- | ------------- |
| Wembley Stadium           | Londra                   | 90 000                   | NFL London Game          | 26              | 2007-         |
| Twickenham Stadium        | Londra                   | 82 000                   | NFL London Game          | 3               | 2016-2017     |
| Tottenham Hotspur Stadium | Londra                   | 62 303                   | NFL London Game          | 10              | 2019-         |
| Stadio Azteca             | Città del Messico        | 87 523                   | NFL Mexico Game          | 4               | 2016-         |
| Allianz Arena             | Monaco di Baviera        | 75 000                   | NFL Munich Game          | 2               | 2022-         |
| Deutsche Bank Park        | Francoforte              | 51 500                   | NFL Frankfurt Game       | 2               | 2023-         |
| Arena Corinthians         | San Paolo                | 49 205                   | NFL São Paulo Game       | 1               | 2024-         |
| Stadio Santiago Bernabéu  | Madrid                   | 78 297                   | NFL Madrid Game          | -               | 2025-         |
| Olympiastadion            | Berlino                  | 74 475                   | NFL Berlin Game          | -               | 2025-         |
| Croke Park                | Dublino                  | 82 300                   | NFL Irland Game          | -               | 2025-         |
| Melbourne Cricket Ground  | Melbourne                | 100 024                  | NFL Melbourne Game       | -               | 2026-         |
| Totale partite disputate  | Totale partite disputate | Totale partite disputate | Totale partite disputate | 48              |               |